# Гіла Гамліель
Гіла Гамлієль (івр. גילה גמליאל‏‎‎, нар. 24 лютого 1974, Гедера) — ізраїльська політична та профспілкова діячка. Член Кнесету від партії Лікуд з 2003 по 2006 і з 2009. З 30 березня 2005 по 14 січня 2006 року була заступницею міністра сільського господарства та розвитку сільських районів у другому уряді Арієля Шарона. З 1 квітня 2009 року працювала заступницею міністра молоді, студентів і жінок у другому уряді Біньяміна Нетаньягу. З початку січня 2023 року обіймає посаду міністра розвідки Ізраїлю. 
Гіла Гамлієль вивчала близькосхідну історію та філософію в Університеті Бен-Гуріона у Негеві, була головою студентської ради. Пізніше вивчала право в Академічному коледжі і Університеті Бар-Ілан.
Одружена вдруге і живе у Тель-Авіві.